# كات ديلي
كاثرين «كات» إليزابيث ديلي (بالإنجليزية: Cat Deeley)‏ (مواليد 23 أكتوبر 1976) مذيعة تلفزيونية وعارضة أزياء سابقة ممثلة ومغنية إنجليزية، ومقدمة برنامج الرقص الشهير سو يو ثينك يو كان دانس. نسخة الأمريكية ورشحت عن تقديمها ل جوائز الإيمي برايم تايم للمضيف المتميز لبرنامج أو منافسة الواقع.

## البدايات
ولدت ديلي في مستشفى ساندويل العام، وست بروميتش، إنجلترا وترعرعت في سوتون كولدفيلد و‌جريت بار. في بداية حياتها انضمت إلى فرقة موسيقية في مدرستها، وعندما كانت في سن 14 دخلت في مسابقة إقليمية أقامتها "BBC" لعرض الملابس، ووصلت إلى النهائيات؛ حيث شاهدتها وكالة «ستورم للأزياء» ووقعت العقد باسم «كات» ليسهل على العملاء كتابته.
وحاولت وكالة «ستورم» إقناعها بالخروج من المدرسة، والاهتمام بعرض الأزياء، لكنها رفضت وتابعت دروسها حتى وصلت للصفوف الثانوية، وفي سن 18 أصبحت «كات» عارضة أزياء بدوام كامل.

## مسيرتها المهنية
وفي عام 1997 تركت «كات» الدوام الكامل في عرض الأزياء، وأصبحت مذيعة في "MTV" في المملكة المتحدة، ومن ثم كانت مضيفة في برنامج للأطفال؛ حيث فازت في عام 2001 بجائزة «بافتا» للطفولة، وفي عام 2002 ظهرت في إعلانات تلفزيونية لماركات عالمية.
بدأت «كات» في تقديم حلقات برنامج تلفزيون الواقع الأمريكي "So You think You Can Dance" في عام 2006؛ حيث حلت محل "لورين سانشيز" التي كانت حاملا في ذلك الوقت، وفي العام التالي قامت بتغطية خاصة للموسم السادس من برنامج "أمريكان أيدول

## روابط خارجية
- كات ديلي على موقع IMDb (الإنجليزية)
- كات ديلي على موقع ميوزك برينز (الإنجليزية)
- كات ديلي على موقع قاعدة بيانات الفيلم (الإنجليزية)